# Геноцид ассирійців

Монумент геноциду в Парижі, Франція

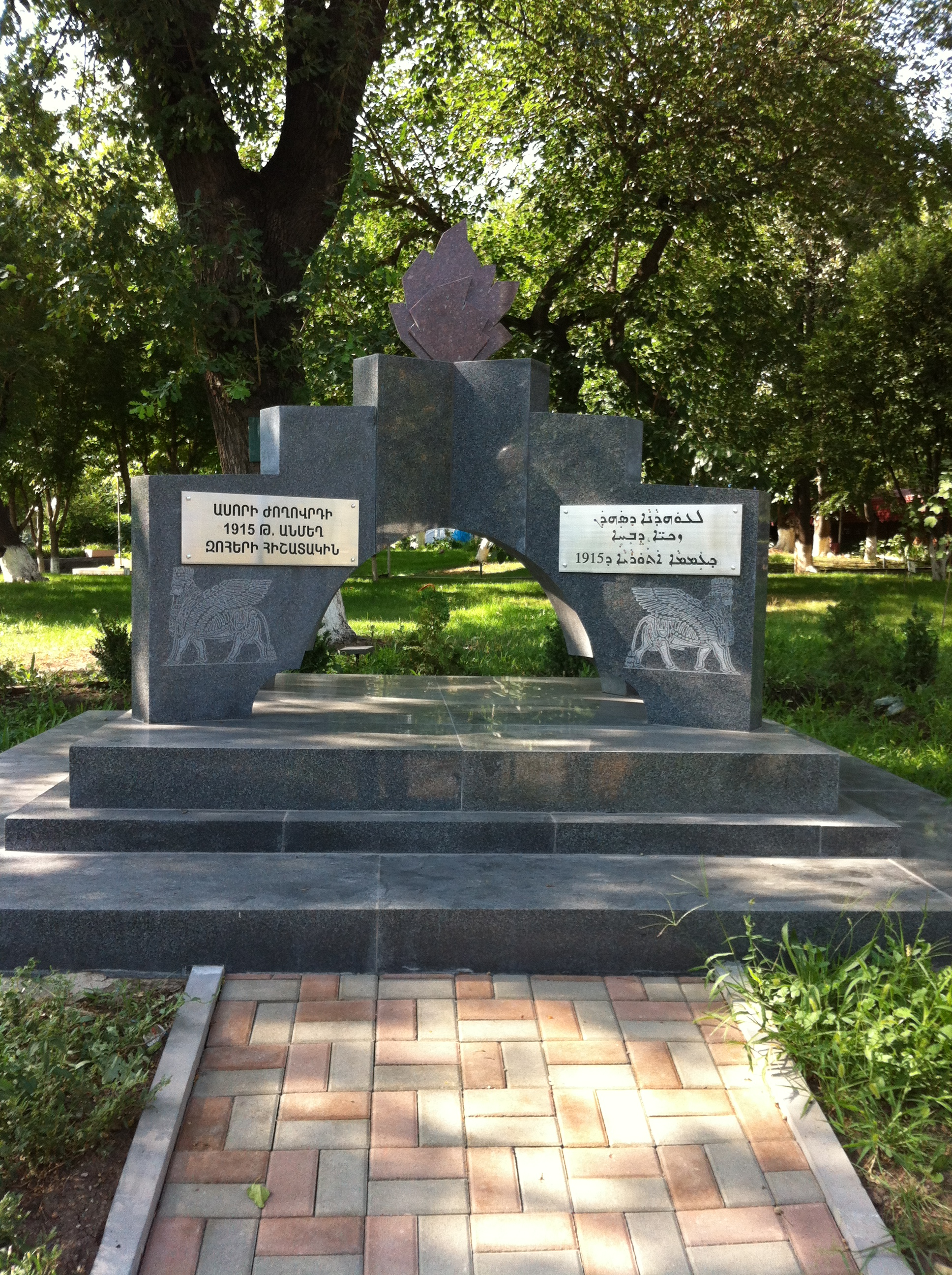
Єреван. Меморіал присвячений геноциду ассирійців

Геноцид ассирійців (арам. ܩ ܛ ܠ ܥ ܡ ܐ ܡ ܫ ܝ ܚ ܝ ܐ, тур. Süryani Katliamı — «сирійська різанина») — планомірне масове знищення ассирійців владою Османської імперії під час Першої світової війни.

## Історія
У період Першої світової війни почалося планомірне знищення ассирійців. Спочатку було піддано масовому арешту та знищено чоловіче населення, здатне чинити опір, у тому числі покликані в османську армію ассирійці. За цим послідували арешти політичної та культурної еліти ассирійців.
Після цього почалася депортація до пустелі Месопотамії жінок, старих та дітей, які по дорозі піддавалися насильству та винищенню.
|  | Одного разу мусульмани зібрали всіх дітей з шести до п'ятнадцяти років та привезли в штаб поліції, після чого їх змусили піднятися до вершини гори, відомої як Раш-ель Хаджар на якій їх, одного за іншим, перерізаючи горло, кидали у прірву |

Внаслідок голоду, виснаження, хвороб та постійних нападів курдських банд лише деяким з депортованих вдавалося досягти місць призначення, де їх чекала смерть від голоду та хвороб.
Османська влада заявляла, що причиною насильницького виселення була зрадницька поведінка ассирійців, що допомагали російській армії.
Репресіям також піддавалися піддані сусідній Персії: впродовж війни османські війська двічі вторгалися на її територію та знищили при цьому більше 100 000 християн — ассирійців та вірмен, що населяли західний берег озера Урмія.
Різними джерелами кількість загиблих оцінюється в 500 000–750 000 осіб.

## Визнання країнами
| Країна     | Дата визнання геноцидом |
| ---------- | ----------------------- |
| Швеція     | 11 березня 2010         |
| Вірменія   | 24 березня 2015         |
| Нідерланди | 10 квітня 2015          |
| Австрія    | 22 квітня 2015          |
| Німеччина  | 2 червня 2016           |

## Пам'ять
17 грудня 2009 в Австралії встановлено пам'ятник ассирійцям — жертвам геноциду, вчиненого урядом Османської імперії.
Меморіали в пам'ять про жертви геноциду ассирійців встановлені також в Єревані (Вірменія), Києві (Україна) та Парижі (Франція).